# Bent Frank
Bent Frank (født 18. oktober 1941 i Næstved) er en pensioneret dansk officer. Han var 1985-2005 direktør for Forsvarets Bygningstjeneste.
Han er søn af Frits Marius Frank (død 1972) og hustru Anna Dusine f. Christiansen (død 1979). Frank gik 1962-65 på Hærens Officersskole, A-linjen, blev 1965 premierløjtnant, 1970 kaptajn og 1975 major og tog 1975-76 et stabskursus i forvaltning og 1976 et managementkursus. Han var 1965-70 ansat i Flyverstabens Økonomiafdeling, 1970-79 i Forsvarsministeriets 6. kontor, blev 1979 konstitueret og 1980 virkelig kontorchef for Forsvarsministeriets 6. kontor, blev 1984 oberstløjtnant og var 1985-2005 direktør for Forsvarets Bygningstjeneste. 2006 blev han pensioneret fra Forsvaret som oberst.
Frank er Kommandør af 1. grad af Dannebrogordenen og har modtaget Forsvarets Hæderstegn for God Tjeneste og Hjemmeværnets Hæderstegn for God Tjeneste.

## Særlige hverv
- Medlem af Forsvarsministeriets koncernledelse
- Medlem af Forsvarschefens udvidede direktion
- Medlem af diverse råd, udvalg og arbejdsgrupper under Boligministeriet/Erhvervs- og Byggestyrelsen
- Medlem af forretningsudvalget for Projekt Hus
- Næstformand i Voldgiftsnævnet for bygge- og anlæg
- Medlem af branchearbejdsmiljørådet for bygge- og anlæg
- Medlem af bestyrelsen i Bygherreforeningen
- Medlem af Bygningskulturelt Råd
- Medlem af arbejdsgrupper under Byggeriets Evalueringscenter
- Formand for bestyrelsen i Fonden Musikkens Hus i Nordjylland
- Formand for bestyrelsen i bygningsfonden Den Blå Planet
- Formand for bestyrelsen i Fonden Royal Arena